# Fussballclub Zürich 2016-2017
Questa voce raccoglie le informazioni riguardanti il Fussballclub Zürich nelle competizioni ufficiali della stagione 2016-2017.

## Stagione
Nella stagione 2016-2017 il Zurigo, allenato da Ulrich Forte, concluse il campionato di Challenge League al 1º posto e fu promosso in Super League. In Coppa Svizzera il Zurigo fu eliminato ai quarti di finale dal Basilea. In Europa League il Zurigo fu eliminato nella fase a gironi.

## Rosa
| N. |                     | Ruolo | Calciatore         |
| -- | ------------------- | ----- | ------------------ |
| 1  | Lettonia (bandiera) | P     | Andris Vaņins      |
| 3  | Svizzera (bandiera) | D     | Kevin Rüegg        |
| 4  | Senegal (bandiera)  | A     | Moussa Koné        |
| 5  | Svizzera (bandiera) | D     | Armin Alesevic     |
| 7  | Svizzera (bandiera) | C     | Adrian Winter      |
| 8  | Svizzera (bandiera) | C     | Antonio Marchesano |
| 10 | Svizzera (bandiera) | C     | Davide Chiumiento  |
| 11 | Ghana (bandiera)    | A     | Raphael Dwamena    |
| 13 | Svizzera (bandiera) | D     | Alain Nef          |
| 15 | Svizzera (bandiera) | C     | Oliver Buff        |
| 17 | Svizzera (bandiera) | C     | Mike Kleiber       |
| 18 | Svizzera (bandiera) | P     | Yanick Brecher     |
| 19 | Svizzera (bandiera) | D     | Miro Muheim        |
| 20 | Albania (bandiera)  | C     | Burim Kukeli       |
| 21 | Slovenia (bandiera) | A     | Džengis Čavušević  |

| N. |                           | Ruolo | Calciatore         |
| -- | ------------------------- | ----- | ------------------ |
| 22 | Sierra Leone (bandiera)   | D     | Umaru Bangura      |
| 23 | Svizzera (bandiera)       | C     | Fabian Rohner      |
| 24 | Filippine (bandiera)      | D     | Michael Kempter    |
| 25 | Montenegro (bandiera)     | D     | Ivan Kecojević     |
| 26 | Svizzera (bandiera)       | C     | Cédric Brunner     |
| 27 | Svizzera (bandiera)       | C     | Marco Schönbächler |
| 28 | Svizzera (bandiera)       | D     | Nicolas Stettler   |
| 29 | Senegal (bandiera)        | C     | Sangoné Sarr       |
| 31 | Kosovo (bandiera)         | D     | Mirlind Kryeziu    |
| 34 | Svizzera (bandiera)       | C     | Roberto Rodríguez  |
| 37 | Costa d'Avorio (bandiera) | C     | Gilles Yapi Yapo   |
| 41 | Svizzera (bandiera)       | D     | Kay Voser          |
| 51 | Svizzera (bandiera)       | C     | Izer Aliu          |
| 61 | Svizzera (bandiera)       | P     | Novem Baumann      |
|    | Svizzera (bandiera)       | D     | Albin Sadrijaj     |

## Organigramma societario
Area tecnica
- Allenatore: Ulrich Forte
- Allenatore in seconda: Sandro Chieffo, Federico Valente
- Preparatore dei portieri: Davide Taini
- Preparatori atletici: Christoph Tebel

## Calciomercato

### Sessione estiva
| Acquisti | Acquisti               | Acquisti       | Acquisti |
| R.       | Nome                   | da             | Modalità |
| -------- | ---------------------- | -------------- | -------- |
| D        | Umaru Bangura          | Dinamo Minsk   |          |
| C        | Izer Aliu              | Zurigo U18     |          |
| A        | Džengis Čavušević      | San Gallo      |          |
| P        | Yann-Alexandre Fillion | FC Montréal    |          |
| C        | Vasilije Janjičić      | Zurigo II      |          |
| C        | Antonio Marchesano     | Bienne         |          |
| C        | Davide Mariani         | Sciaffusa      |          |
| C        | Roberto Rodríguez      | Greuther Fürth |          |
| A        | Armando Sadiku         | Vaduz          |          |
| P        | Andris Vaņins          | Sion           |          |
| D        | Kay Voser              | Sion           |          |
| C        | Adrian Winter          | Orlando City   |          |

| Cessioni | Cessioni           | Cessioni              | Cessioni |
| R.       | Nome               | a                     | Modalità |
| -------- | ------------------ | --------------------- | -------- |
| D        | Artëm Simonjan     | Le Mont               |          |
| C        | Vasilije Janjičić  | Amburgo II            |          |
| C        | Maxime Dominguez   | Losanna               |          |
| C        | Davide Mariani     | Lugano                |          |
| C        | Kevin Bua          | Basilea               |          |
| A        | Franck Etoundi     | Kasımpaşa             |          |
| C        | Anto Grgić         | Stoccarda             |          |
| A        | Aleksandr Keržakov | Zenit San Pietroburgo |          |
| D        | Philippe Koch      | Novara                |          |
| D        | Leonardo Sánchez   | Unión (SF)            |          |
| A        | Aldin Turkeš       | Vaduz                 |          |
| D        | Vinícius Freitas   | Lazio                 |          |

### Sessione invernale
| Acquisti | Acquisti        | Acquisti         | Acquisti |
| R.       | Nome            | da               | Modalità |
| -------- | --------------- | ---------------- | -------- |
| A        | Raphael Dwamena | Austria Lustenau |          |
| D        | Miro Muheim     | Chelsea U23      |          |

| Cessioni | Cessioni               | Cessioni | Cessioni |
| R.       | Nome                   | a        | Modalità |
| -------- | ---------------------- | -------- | -------- |
| P        | Yann-Alexandre Fillion | Umeå FC  |          |
| A        | Armando Sadiku         | Lugano   |          |
| P        | Anthony Favre          | Le Mont  |          |

## Risultati

### Challenge League

#### Prima fase, girone di andata
| Arbitro: | Pache |

|                          |           |  |
| Rodríguez 12’ Sadiku 82’ | Marcatori |  |

| Arbitro: | Schnyder |

|          |           |          |
| Roux 87’ | Marcatori | 42’ Buff |

| Arbitro: | Fähndrich |

|                                          |           |  |
| Sadiku 19’, 83’ Winter 40’ Rodríguez 44’ | Marcatori |  |

| Arbitro: | Erlachner |

|  |           |                           |
|  | Marcatori | 42’ Buff 82’ Schönbächler |

| Arbitro: | Amhof |

|               |           |  |
| Rodríguez 60’ | Marcatori |  |

| Arbitro: | San |

|                |           |                                        |
| Tranquilli 69’ | Marcatori | 11’ (aut.) Neitzke 51’ Sadiku 89’ Koné |

| Arbitro: | Tschudi |

|               |           |  |
| Čavušević 47’ | Marcatori |  |

| Arbitro: | Bieri |

|                         |           |  |
| Winter 2’, 82’ Buff 20’ | Marcatori |  |

| Arbitro: | Schnyder |

|            |           |               |
| Tréand 31’ | Marcatori | 90’ Kecojević |

#### Prima fase, girone di ritorno
| Arbitro: | Dudic |

|  |           |                                                            |
|  | Marcatori | 8’ (aut.) Hajrović 23’, 40’ Čavušević 61’ Bangura 90’ Koné |

| Arbitro: | Tschudi |

|               |           |            |
| Čavušević 49’ | Marcatori | 25’ Mobulu |

| Arbitro: | Klossner |

|                                                                          |           |                   |
| Mevlja 2’ (aut.) Marchesano 13’ Alesevic 28’ Schönbächler 39’ Winter 56’ | Marcatori | 21’, 36’ Demhasaj |

| Arbitro: | Pache |

|            |           |                                    |
| Ramizi 72’ | Marcatori | 21’ Schönbächler 68’ Koné 83’ Sarr |

| Arbitro: | Bieri |

|                                                                         |           |                                   |
| Winter 3’ Schönbächler 36’ Marchesano 48’ (rig.) Sarr 51’ Koné 80’, 82’ | Marcatori | 28’ (rig.), 58’ Rossini 44’ Burki |

| Arbitro: | Klossner |

|  |           |                                                   |
|  | Marcatori | 31’ (rig.) Buff 65’ Rodríguez 75’ Sarr 87’ Winter |

| Arbitro: | Ovcharov |

|  |           |                     |
|  | Marcatori | 49’ Winter 80’ Koné |

| Arbitro: | Schärer |

|                                 |           |  |
| Sadiku 60’ (rig.) Čavušević 88’ | Marcatori |  |

| Arbitro: | Hänni |

|  |           |                          |
|  | Marcatori | 65’ Winter 90’ Rodríguez |

#### Seconda fase, girone di andata
| Arbitro: | Schnyder |

|                               |           |         |
| Sauthier 65’ Nsame 83’ (rig.) | Marcatori | 90’ Nef |

| Arbitro: | Bieri |

|         |           |             |
| Buff 8’ | Marcatori | 70’ Nuzzolo |

| Arbitro: | Jaccottet |

|  |           |                                             |
|  | Marcatori | 40’ Dwamena 62’ Buff 68’ Kryeziu 84’ Winter |

| Arbitro: | Superczynski |

|           |           |                                                          |
| Tadić 81’ | Marcatori | 33’ (rig.) Rodríguez 63’ Marchesano 83’ (rig.), 90’ Koné |

| Arbitro: | Dudic |

|             |           |  |
| Dwamena 40’ | Marcatori |  |

| Arbitro: | Klossner |

|                            |           |         |
| Tréand 2’, 18’ Mehidić 82’ | Marcatori | 68’ Nef |

| Arbitro: | Hänni |

|                  |           |                       |
| Dwamena 73’, 86’ | Marcatori | 39’ Radice 75’ Sutter |

| Arbitro: | Amhof |

|                       |           |          |
| Rodríguez 8’ Koné 46’ | Marcatori | 90’ Lang |

| Arbitro: | Superczynski |

|                     |           |                                                      |
| Tall 80’ Kilezi 90’ | Marcatori | 2’, 24’ Koné 6’ Dwamena 49’ Schönbächler 54’ Kempter |

#### Seconda fase, girone di ritorno
| Arbitro: | Bieri |

|                                         |           |                         |
| Rodríguez 2’ (rig.), 90’ (rig.) Koné 8’ | Marcatori | 53’ Tréand 77’ Wüthrich |

| Arbitro: | Amhof |

|              |           |             |
| Teixeira 87’ | Marcatori | 50’ Dwamena |

| Arbitro: | Schärer |

|             |           |                     |
| Marzouk 34’ | Marcatori | 11’ Koné 76’ Winter |

| Arbitro: | Tschudi |

|                                                        |           |              |
| Brunner 15’ Dwamena 58’, 61’ Schönbächler 83’ Koné 85’ | Marcatori | 90’ Bengondo |

| Arbitro: | Schärer |

|  |           |                              |
|  | Marcatori | 2’ Koné 58’ Buff 90’ Dwamena |

| Arbitro: | Schnyder |

|                 |           |           |
| Koné 69’ (rig.) | Marcatori | 53’ Nsame |

| Arbitro: | Gut |

|  |           |                                |
|  | Marcatori | 55’ Schäppi 64’ (rig.) Bottani |

| Arbitro: | Pache |

|  |           |                                             |
|  | Marcatori | 1’ Čavušević 13’ Kecojević 67’, 85’ Dwamena |

| Arbitro: | Tschudi |

|                                            |           |  |
| Buff 10’ Kiassumbua 84’ (aut.) Dwamena 87’ | Marcatori |  |

### Coppa Svizzera
| 13 agosto 2016, ore 20:00 CEST Primo turno | La Chaux-de-Fonds | 0 – 2 | Zurigo |  |

| Arbitro: | Erlachner |

|  |           |                    |
|  | Marcatori | 2’ Koné 74’ Winter |

| Arbitro: | Bieri |

|                         |           |           |
| Buff 18’ Marchesano 82’ | Marcatori | 90’ Ajeti |

| Arbitro: | Bieri |

|                                |           |         |
| Janko 20’ Lang 41’ Steffen 75’ | Marcatori | 3’ Buff |

### Europa League

#### Fase a gironi
| Arbitro: | Delférière |

|                     |           |           |
| Pato 27’ Santos 44’ | Marcatori | 3’ Sadiku |

| Arbitro: | Eskov |

|                                |           |           |
| Schönbächler 45’ Čavušević 79’ | Marcatori | 73’ Maher |

| Arbitro: | Bognár |

|               |           |          |
| Golubović 63’ | Marcatori | 86’ Koné |

| Zurigo 3 novembre 2016, ore 21:05 CET 4ª giornata | Zurigo        | 0 – 0 referto | Steaua Bucarest | Stadio Letzigrund (8 060 spett.)\| Arbitro: \| Schörgenhofer \| |
| Arbitro:                                          | Schörgenhofer |               |                 |                                                                 |

| Arbitro: | Massa |

|                      |           |             |
| Rodríguez 87’ (rig.) | Marcatori | 14’ Soriano |

| Arbitro: | Jug |

|                             |           |  |
| Delarge 73’ Kılıçarslan 89’ | Marcatori |  |

## Statistiche

### Statistiche di squadra
| Competizione     | Punti | In casa | In casa | In casa | In casa | In casa | In casa | In trasferta | In trasferta | In trasferta | In trasferta | In trasferta | In trasferta | Totale | Totale | Totale | Totale | Totale | Totale | DR  |
| Competizione     | Punti | G       | V       | N       | P       | Gf      | Gs      | G            | V            | N            | P            | Gf           | Gs           | G      | V      | N      | P      | Gf     | Gs     | DR  |
| ---------------- | ----- | ------- | ------- | ------- | ------- | ------- | ------- | ------------ | ------------ | ------------ | ------------ | ------------ | ------------ | ------ | ------ | ------ | ------ | ------ | ------ | --- |
| Challenge League | 85    | 18      | 13      | 4       | 1       | 43      | 16      | 18           | 13           | 3            | 2            | 48           | 14           | 36     | 26     | 7      | 3      | 91     | 30     | +61 |
| Coppa Svizzera   | -     | 1       | 1       | 0       | 0       | 2       | 1       | 3            | 2            | 0            | 1            | 5            | 3            | 4      | 3      | 0      | 1      | 7      | 4      | +3  |
| Europa League    | -     | 3       | 1       | 2       | 0       | 3       | 2       | 3            | 0            | 1            | 2            | 2            | 5            | 6      | 1      | 3      | 2      | 5      | 7      | -2  |
| Totale           | 85    | 22      | 15      | 6       | 1       | 48      | 19      | 24           | 15           | 4            | 5            | 55           | 22           | 46     | 30     | 10     | 6      | 103    | 41     | +62 |

### Andamento in campionato
| Giornata  | 1 | 2 | 3 | 4 | 5 | 6 | 7 | 8 | 9 | 10 | 11 | 12 | 13 | 14 | 15 | 16 | 17 | 18 | 19 | 20 | 21 | 22 | 23 | 24 | 25 | 26 | 27 | 28 | 29 | 30 | 31 | 32 | 33 | 34 | 35 | 36 |
| --------- | - | - | - | - | - | - | - | - | - | -- | -- | -- | -- | -- | -- | -- | -- | -- | -- | -- | -- | -- | -- | -- | -- | -- | -- | -- | -- | -- | -- | -- | -- | -- | -- | -- |
| Luogo     | C | T | C | T | C | T | C | C | T | T  | C  | C  | T  | C  | T  | T  | C  | T  | T  | C  | T  | T  | C  | T  | C  | C  | T  | C  | T  | T  | C  | T  | C  | C  | T  | C  |
| Risultato | V | N | V | V | V | V | V | V | N | V  | N  | V  | V  | V  | V  | V  | V  | V  | P  | N  | V  | V  | V  | P  | N  | V  | V  | V  | N  | V  | V  | V  | N  | P  | V  | V  |
| Posizione | 2 | 3 | 1 | 1 | 1 | 1 | 1 | 1 | 1 | 1  | 1  | 1  | 1  | 1  | 1  | 1  | 1  | 1  | 1  | 1  | 1  | 1  | 1  | 1  | 1  | 1  | 1  | 1  | 1  | 1  | 1  | 1  | 1  | 1  | 1  | 1  |

Legenda:

Luogo: C = Casa; T = Trasferta. Risultato: V = Vittoria; N = Pareggio; P = Sconfitta.

### Statistiche dei giocatori
| Giocatore       | Challenge League | Challenge League | Challenge League | Challenge League | Coppa Svizzera | Coppa Svizzera | Coppa Svizzera | Coppa Svizzera | Coppa UEFA | Coppa UEFA | Coppa UEFA  | Coppa UEFA | Totale   | Totale | Totale      | Totale     |
| Giocatore       | Presenze         | Reti             | Ammonizioni      | Espulsioni       | Presenze       | Reti           | Ammonizioni    | Espulsioni     | Presenze   | Reti       | Ammonizioni | Espulsioni | Presenze | Reti   | Ammonizioni | Espulsioni |
| --------------- | ---------------- | ---------------- | ---------------- | ---------------- | -------------- | -------------- | -------------- | -------------- | ---------- | ---------- | ----------- | ---------- | -------- | ------ | ----------- | ---------- |
| A. Alesevic     | 7                | 1                | 0                | 0                | 2              | 0              | 0              | 0              | 0          | 0          | 0           | 0          | 9        | 1      | 0           | 0          |
| I. Aliu         | 1                | 0                | 0                | 0                | 0              | 0              | 0              | 0              | 0          | 0          | 0           | 0          | 1        | 0      | 0           | 0          |
| U. Bangura      | 17               | 1                | 1                | 0                | 2              | 0              | 0              | 0              | 3          | 0          | 0           | 0          | 22       | 1      | 1           | 0          |
| N. Baumann      | 1                | 0                | 0                | 0                | 0              | 0              | 0              | 0              | 0          | 0          | 0           | 0          | 1        | 0      | 0           | 0          |
| Y. Brecher      | 2                | 0                | 0                | 0                | 0              | 0              | 0              | 0              | 0          | 0          | 0           | 0          | 2        | 0      | 0           | 0          |
| C. Brunner      | 28               | 1                | 7                | 0                | 3              | 0              | 2              | 0              | 6          | 0          | 2           | 0          | 37       | 1      | 11          | 0          |
| O. Buff         | 25               | 8                | 4                | 0                | 3              | 2              | 1              | 0              | 3          | 0          | 0           | 0          | 31       | 10     | 5           | 0          |
| D. Chiumiento   | 6                | 0                | 0                | 0                | 1              | 0              | 0              | 0              | 0          | 0          | 0           | 0          | 7        | 0      | 0           | 0          |
| R. Dwamena      | 18               | 12               | 1                | 0                | 1              | 0              | 0              | 0              | 0          | 0          | 0           | 0          | 19       | 12     | 1           | 0          |
| A. Favre        | 0                | 0                | 0                | 0                | 0              | 0              | 0              | 0              | 0          | 0          | 0           | 0          | 0        | 0      | 0           | 0          |
| V. Janjičić     | 1                | 0                | 0                | 0                | 0              | 0              | 0              | 0              | 0          | 0          | 0           | 0          | 1        | 0      | 0           | 0          |
| I. Kecojević    | 25               | 2                | 4                | 0                | 2              | 0              | 0              | 0              | 6          | 0          | 2           | 0          | 33       | 2      | 6           | 0          |
| M. Kempter      | 12               | 1                | 3                | 0                | 1              | 0              | 0              | 0              | 0          | 0          | 0           | 0          | 13       | 1      | 3           | 0          |
| M. Kleiber      | 0                | 0                | 0                | 0                | 0              | 0              | 0              | 0              | 0          | 0          | 0           | 0          | 0        | 0      | 0           | 0          |
| M. Koné         | 27               | 16               | 2                | 0                | 2              | 1              | 0              | 0              | 5          | 1          | 0           | 0          | 34       | 18     | 2           | 0          |
| M. Kryeziu      | 3                | 1                | 0                | 0                | 0              | 0              | 0              | 0              | 0          | 0          | 0           | 0          | 3        | 1      | 0           | 0          |
| B. Kukeli       | 25               | 0                | 4                | 0                | 2              | 0              | 0              | 0              | 5          | 0          | 2           | 0          | 32       | 0      | 6           | 0          |
| A. Marchesano   | 26               | 3                | 4                | 0                | 3              | 1              | 0              | 0              | 2          | 0          | 0           | 0          | 31       | 4      | 4           | 0          |
| M. Muheim       | 0                | 0                | 0                | 0                | 0              | 0              | 0              | 0              | 0          | 0          | 0           | 0          | 0        | 0      | 0           | 0          |
| A. Nef          | 30               | 2                | 5                | 1                | 1              | 0              | 1              | 0              | 6          | 0          | 1           | 0          | 37       | 2      | 7           | 1          |
| R. Rodríguez    | 31               | 9                | 8                | 0                | 2              | 0              | 0              | 0              | 6          | 1          | 2           | 0          | 39       | 10     | 10          | 0          |
| F. Rohner       | 5                | 0                | 0                | 0                | 0              | 0              | 0              | 0              | 0          | 0          | 0           | 0          | 5        | 0      | 0           | 0          |
| K. Rüegg        | 9                | 0                | 0                | 0                | 0              | 0              | 0              | 0              | 0          | 0          | 0           | 0          | 9        | 0      | 0           | 0          |
| A. Sadiku       | 12               | 5                | 1                | 0                | 0              | 0              | 0              | 0              | 3          | 1          | 0           | 0          | 15       | 6      | 1           | 0          |
| A. Sadrijaj     | 0                | 0                | 0                | 0                | 0              | 0              | 0              | 0              | 0          | 0          | 0           | 0          | 0        | 0      | 0           | 0          |
| S. Sarr         | 19               | 3                | 1                | 0                | 1              | 0              | 0              | 0              | 6          | 0          | 0           | 0          | 26       | 3      | 1           | 0          |
| M. Schönbächler | 29               | 6                | 1                | 0                | 3              | 0              | 2              | 0              | 6          | 1          | 2           | 0          | 38       | 7      | 5           | 0          |
| N. Stettler     | 12               | 0                | 1                | 0                | 1              | 0              | 0              | 0              | 1          | 0          | 0           | 0          | 14       | 0      | 1           | 0          |
| A. Vaņins       | 33               | 0                | 2                | 0                | 3              | 0              | 0              | 0              | 6          | 0          | 0           | 0          | 42       | 0      | 2           | 0          |
| K. Voser        | 25               | 0                | 0                | 0                | 2              | 0              | 1              | 0              | 6          | 0          | 2           | 0          | 33       | 0      | 3           | 0          |
| A. Winter       | 33               | 10               | 4                | 1                | 3              | 1              | 0              | 0              | 6          | 0          | 1           | 0          | 42       | 11     | 5           | 1          |
| G. Yapi Yapo    | 15               | 0                | 1                | 0                | 2              | 0              | 1              | 0              | 3          | 0          | 0           | 0          | 20       | 0      | 2           | 0          |
| D. Čavušević    | 27               | 6                | 2                | 0                | 2              | 0              | 1              | 0              | 5          | 1          | 0           | 0          | 34       | 7      | 3           | 0          |